# باشگاه فوتبال صلاح‌الدین
باشگاه فوتبال صلاح‌الدین (به عربی: نادي صلاح الدين) یک باشگاه فوتبال عراقی در شهر تکریک استان صلاح‌الدین می‌باشد.

## افتخارها
- لیگ برتر فوتبال عراق:

مسابقه قهرمانی (۱): ۱۹۸۲-۸۳

## مربیان مشهور
- واثق ناجی جاسم